# Józefina Szarlotta

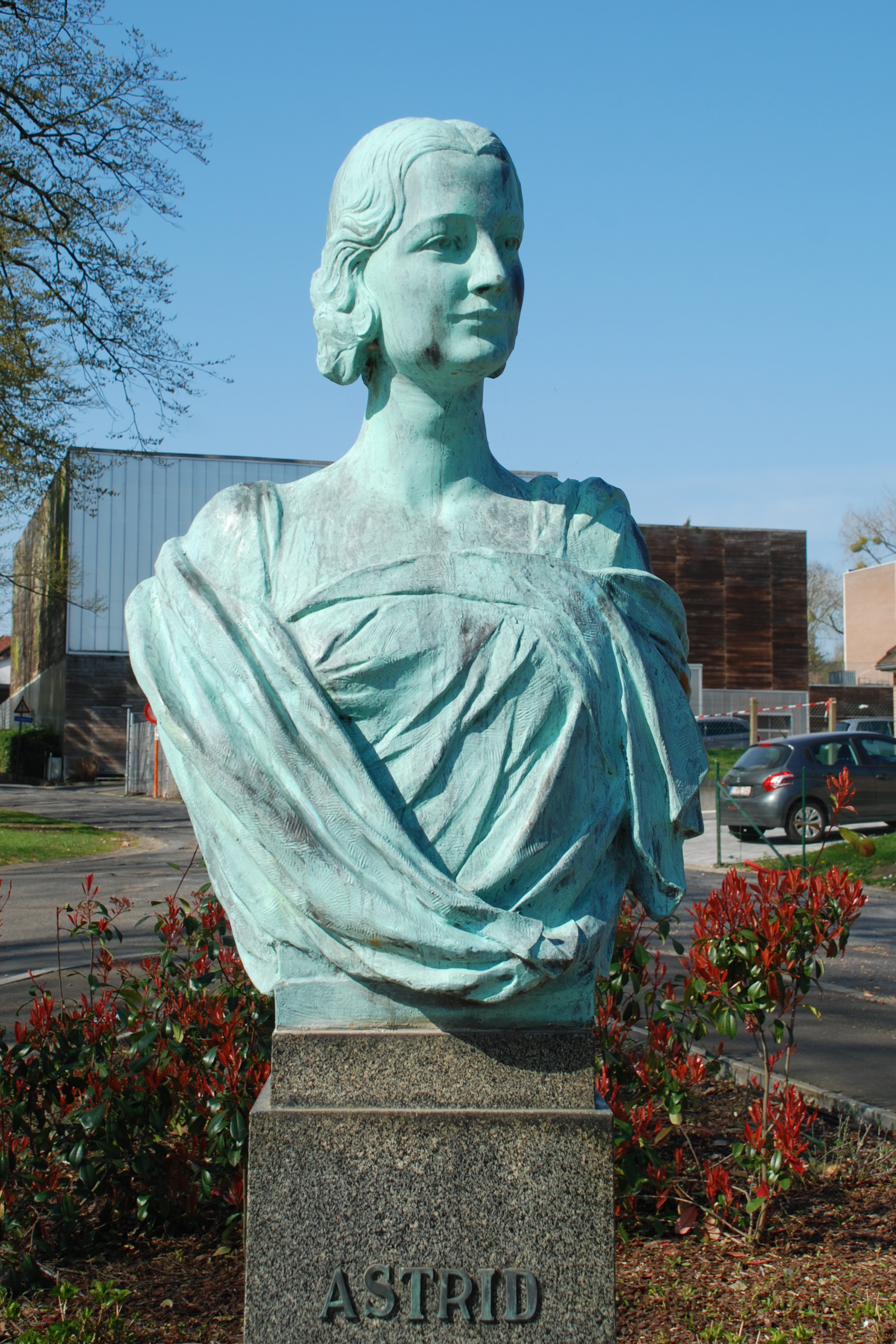
Królowa Astrid, matka Józefina Szarlotta (popiersie w Court-Saint-Étienne).

Józefina Szarlotta, wielka księżna Luksemburga z d. księżniczka Belgii (Joséphine-Charlotte Stéphanie Ingeborg Elisabeth Marie-José Marguerite Astrid, ur. 11 października 1927 w Brukseli, zm. 10 stycznia 2005 w Fischbach) – belgijska księżniczka z dynastii Koburgów, córka Leopolda III, króla Belgów i jego żony, Astrydy, królowej Belgów; od 12 listopada 1964 do 7 października 2000 wielka księżna Luksemburga jako żona wielkiego księcia Jana.
Była pierwszym dzieckiem Leopolda, księcia Brabancji (później króla Belgów) i Astrydy, księżnej Brabancji. Studiowała psychologię dziecięcą w École supérieure de jeunes filles w Genewie.
W 1953 poślubiła Jana, dziedzicznego wielkiego księcia Luksemburga, z którym miała pięcioro dzieci: arcyksiężną Marię Astrydę (ur. 1954), Henryka, wielkiego księcia Luksemburga (ur. 1955), księcia Jana (ur. 1957), księżną Małgorzatę z Liechtensteinu (ur. 1957) i księcia Wilhelma (ur. 1963).
Po ślubie uzyskała tytuł Jej Królewskiej Wysokości dziedzicznej wielkiej księżnej Luksemburga, a po abdykacji teściowej w dniu 12 listopada 1964 została kolejną wielką księżną Luksemburga. Funkcję pełniła do abdykacji męża w dniu 7 października 2000. Uczestniczyła w oficjalnych wystąpieniach i zagranicznych podróżach dyplomatycznych. Była zaangażowana w działalność Międzynarodowego Czerwonego Krzyża.
Poprzez swojego przodka, Jana Wilhelma Friso, księcia Oranii spokrewniona jest ze wszystkimi rodzinami królewskimi i książęcymi panującymi w Europie. Jej młodszymi braćmi byli dwaj kolejni królowie Belgów, Baldwin I i Albert II. Jest ciotką Filipa I, króla Belgów i cioteczną siostrą Haralda V, króla Norwegii.
Zmarła 10 stycznia 2005 na zamku w Fischbach z powodu raka płuc i została pochowana w katedrze Notre Dame w Luksemburgu.

## Powiązania rodzinne
Księżniczka Józefina Szarlotta urodziła się 11 października 1927 w Pałacu Królewskim w Brukseli.
Jej rodzicami byli Leopold III, król Belgów z dynastii Koburgów, panujący od 1934 do 1951 roku i jego pierwsza żona, Astryda, królowa Belgów, urodzona w szwedzkiej rodzinie królewskiej. Poprzez drugie małżeństwo ojca jej macochą była Liliana, księżna de Réthy.
Jej dziadkami byli ze strony ojca Albert I, król Belgów, władający krajem od 1909 do 1934 roku i Elżbieta, królowa Belgów, pochodząca z książęcej rodziny Wittelsbachów, księżniczka Bawarii; natomiast ze strony matki Karol, książę Västergötlandu, członek szwedzkiej rodziny królewskiej i Ingeborga, księżniczka urodzona w duńskiej rodzinie królewskiej.
Miała dwóch młodszych braci: Baldwina I, króla Belgów i Alberta II, króla Belgów oraz troje przyrodniego rodzeństwa: księcia Aleksandra, księżniczkę Marię-Krystynę i księżniczkę Marię-Esmeraldę.
Została ochrzczona w wierze katolickiej miesiąc po swoich narodzinach. Jej rodzicami chrzestnymi zostali Karol, hrabia Flandrii (stryj) i Szarlotta, wielka księżna Luksemburga (jej przyszła teściowa). Imię nadano jej na cześć Józefiny, cesarzowej Francji, żony Napoleona I.
29 sierpnia 1935 jej ciężarna matka zginęła w wypadku samochodowym w Lucernie. Jej ojciec otoczył troje osieroconych dzieci opieką i zadbał, by utrzymywały kontakty z rodziną matki. W 1941 ożenił się z Marią Lilianą Baels, ale małżeństwo nie zostało uznane za dynastyczne.

### Edukacja
Księżniczka rozpoczęła naukę w specjalnie dla niej utworzonej klasie w Pałacu Królewskim w Brukseli. W 1940 zaczęła uczęszczać do szkoły, ale nadal była uczona przez prywatnych nauczycieli. 7 czerwca 1944 jej rodzina została ujęta przez nazistów, którzy wylądowali w Normandii i odesłana do aresztu domowego do Niemiec. Belgijska rodzina królewska została uwolniona 7 maja 1945 i osiadła w Prégny w Szwajcarii.
Księżniczka studiowała psychologię dziecięcą w École Supérieure de Jeunes Filles w Genewie.

### Dzieci chrzestne
- książę Aleksander z Belgii (ur. 1942, zm. 2009), syn króla Leopolda III i Liliany, księżnej de Réthy;
- księżniczka Astryda z Belgii, arcyksiężna Austrii-Este (ur. 1962), córka króla Alberta II i królowej Paoli.

## Księżniczka Belgii
W chwili narodzin otrzymała tytuł Jej Królewskiej Wysokości księżniczki Józefiny Szarlotty z Brabancji.
23 lutego 1934 uczestniczyła w oficjalnych uroczystościach z okazji wstąpienia jej ojca na tron belgijski. Jej tytuł został zmieniony, odtąd była księżniczką Belgii.
24 lipca 1938 brała udział w otwarciu Narodowego Memoriału ku czci króla Alberta I w Nieuwpoort Bridge.
1 stycznia 1949 złożyła oficjalną wizytę w ratuszu w Brukseli.
W 1950 pojechała z dyplomatyczną wizytą do belgijskiego Lokeren.
12 marca 1950 wzięła udział w narodowym referendum, głosując za powrotem króla Leopolda III z wygnania do kraju.
Księżniczce Józefinie nigdy nie przysługiwało miejsce w linii sukcesji belgijskiego tronu. Po zmianie przepisów w 1991 tron mogą dziedziczyć jedynie kobiety urodzone jako dynastyczne potomkinie króla Alberta II.

## Życie prywatne

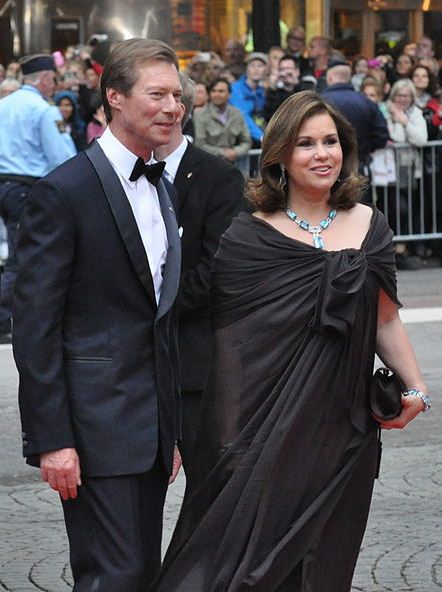
wielki książę Henryk (następca wielkiego księcia Jana) ze swoją małżonką, wielką księżną Marią Teresą

W październiku 1952 roku księżniczka Józefina zaręczyła się z Janem, dziedzicznym wielkim księciem Luksemburga, synem księcia Feliksa i Szarlotty, wielkiej księżnej Luksemburga, następcą tronu. Oficjalnie media poinformowano o zaręczynach 26 grudnia 1952. Z tej okazji zorganizowano w Brukseli bal 21 stycznia 1953.
Narzeczeni byli dla siebie kuzynami w trzeciej linii – oboje byli praprawnukami Michała I, króla Portugalii, poprzez jego trzy córki – księżniczkę Marię Antoninę, księżniczkę Marię Annę i księżniczkę Marię Józefę.
24 marca 1953 zmarła Maria, królowa Wielkiej Brytanii i z tego powodu rozważano przełożenie uroczystości weselnych. Księżniczka Małgorzata, która pierwotnie miała reprezentować brytyjską rodzinę królewską, została zastąpiona przez ambasadora Geoffreya C. Allchina. Planowany ślub dziedzica tronu spowodował znaczne zwiększenie liczby turystów, którzy zaczęli odwiedzać księstwo. Prasa określiła zjawisko jako największą pokojową inwazję Luksemburga.
7 kwietnia 1953 Józefina opuściła Brukselę, żegnana przez około 70 tysięcy poddanych. Książę powitał swoją narzeczoną w pociągu na granicy belgijsko-luksemburskiej, pocałował ją i odprowadził do limuzyny, która zawiozła ich do stolicy.
9 kwietnia 1953 para zawarła cywilny związek małżeński w Pałacu Książęcym w Luksemburgu. Uroczystości przewodniczył burmistrz miasta, Emile Hamilius.
Małżonkowie przejechali karetą około dwumilowy odcinek drogi pomiędzy pałacem a Katedrą Notre Dame, pomimo niewielkich opadów deszczu. W katedrze wstąpili w religijny związek małżeński w wierze katolickiej, a Józefina otrzymała tytuł Jej Książęcej Wysokości Dziedzicznej Wielkiej Księżnej Luksemburga. W uroczystościach uczestniczyli przedstawiciele niemalże wszystkich europejskich rodzin panujących; było to największe wydarzenie na kontynencie po zakończeniu II wojny światowej.
W czasie przechodzenia pary młodej w stronę ołtarza doszło do konfliktu pomiędzy członkami belgijskiej rodziny królewskiej. Tradycja nakazuje, by w katedrze tuż za narzeczonymi stanęli ich rodzice. Tymczasem królowa Elżbieta, babka księżniczki Józefiny, stanęła obok księcia Feliksa, ojca księcia Jana (chcąc zastąpić swoją zmarłą synową, królową Astrydę), spychając macochę Józefiny, księżną de Réthy na ósme miejsce. Panna młoda, zestresowana konfliktem pomiędzy babką a macochą, pomyliła stronę, z której stała przy swoim narzeczonym, zmuszając gości do zmiany miejsc w katedrze w ostatniej chwili.
Wśród gości weselnych luksemburskiej pary książęcej znaleźli się między innymi:
- / cesarzowa Zyta
- król Baldwin, książę i księżna Ligne, książę Albert
- książę Aksel, księżna Ingeborga, książę Jerzy
- książę Karol-Hugo
- książę Franciszek Józef II, księżna Georgina
- książę Feliks, wielka księżna Szarlotta, książę Karol, księżniczka Maria Gabriela, księżniczka Elżbieta, księżniczka Maria Adelajda
- książę Bernhard, królowa Juliana
- książę Eberhard z Urach
- książę koronny Olaf, księżna koronna Marta, księżniczka Ragnhilda, księżniczka Astryda
- książę Karol, księżna Ingeborga
- król Humbert II, królowa Maria-Józefa, księżniczka Maria Pia.

Para książęca początkowo planowała wielodniowy rejs po Morzu Śródziemnym, ale z planów zrezygnowano ze względu na stres, jakiego doznała Józefina w związku ze ślubem i przygotowaniami do niego. Razem z mężem odpoczywała w Luksemburgu, a następnie udali się w podróż po Afryce.
17 lutego 1954 urodziła się córka księcia i księżnej, księżniczka Maria Astryda Liliana Szarlotta Leopoldyna Wilhelmina Ingeborga Antoinette Elżbieta Anna Alberta (Marie Astrid Liliane Charlotte Léopoldine Wilhelmine Ingeborg Antoinette Élisabeth Anne Alberte), której jako kobiecie nie przysługiwało prawo dziedziczenia luksemburskiego tronu.
16 kwietnia 1955 Józefina urodziła syna i przyszłego następcę tronu, który otrzymał imiona Henryk Albert Gabriel Feliks Maria Wilhelm (Henri Albért Gabriel Félix Marie Guillaume) i zajął drugie miejsce w linii sukcesji tronu, za swoim ojcem.
15 maja 1957 para książęca została rodzicami bliźniąt. Na zamku Betzdorf urodzili się księżniczka Małgorzata Antonia Maria Felicyta (Margaretha Antonia Marie Félicité) i książę Jan Feliks Maria Wilhelm (Jean Félix Marie Guillaume). Książę Jan zrzekł się swoich praw do tronu Luksemburga w 1986.
Najmłodsze dziecko Józefiny i Jana, książę Wilhelm Maria Ludwik Krystian (Guillaume Marie Louis Christian), przyszedł na świat 1 maja 1963. Wilhelm i jego trzej synowie zajmują miejsca w linii sukcesji tronu Luksemburga.

## Następczyni tronu Luksemburga
W swoim pierwszym publicznym wystąpieniu po ogłoszeniu zaręczyn złożyła kwiaty pod Grobem Nieznanego Żołnierza, położonym przy katedrze Świętego Mikołaja i Świętej Guduli w Brukseli. Miało to miejsce 17 listopada 1952.
W kwietniu 1963 wraz z rodziną książęcą pojechała z oficjalną wizytą do Waszyngtonu, gdzie spotkała się z prezydentem Johnem Kennedym i pierwszą damą Jacqueline Kennedy.
12 listopada 1964 w obecności rodziny książęcej i przedstawicieli rządu wielka księżna Szarlotta podpisała akt abdykacyjny. Księżna motywowała decyzję swoim wiekiem (miała 68 lat) i tym, że jej syn gotów jest do objęcia władzy.
Po podpisaniu dokumentów miała miejsce uroczysta ceremonia wstąpienia na tron wielkiego księcia Jana i nowej wielkiej księżnej Luksemburga, Józefiny Szarlotty. Następnie odprawiono mszę w katedrze Notre Dame, a para wielkoksiążęca wystąpiła na balkonie Pałacu Książęcego.

## Wielka księżna Luksemburga

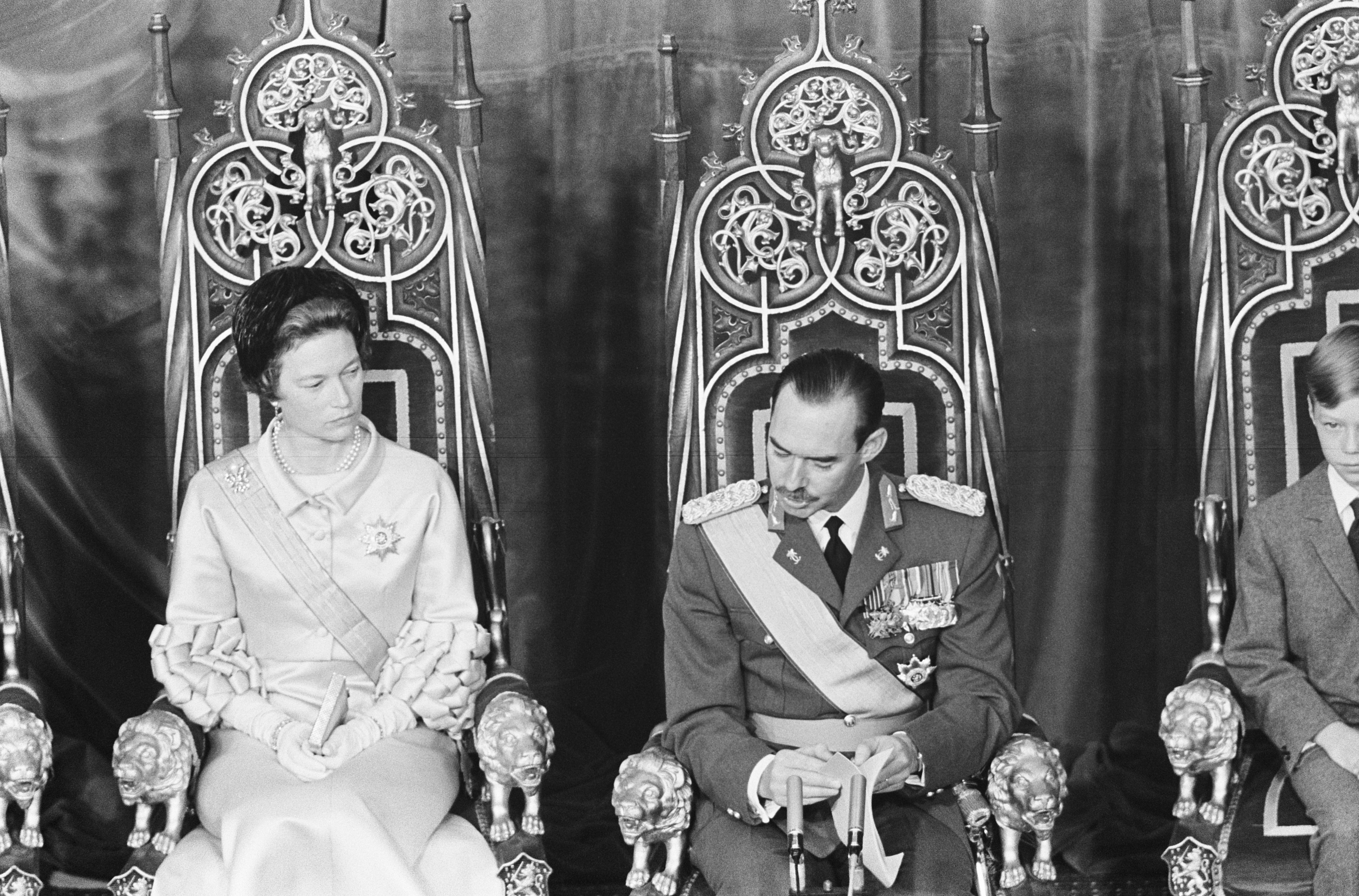
wielki książę Jan i wielka księżna Józefina podczas ceremonii wstąpienia na tron (1964)

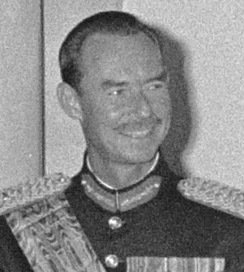
wielki książę Jan (1967)

W 1971 Jan i Józefina przyjęli w Luksemburgu Julianę, królową Holandii.
Uczestniczyła w wizycie do księstwa Małgorzaty II, królowej Danii i księcia Henryka.
W czerwcu 1972 udała się z oficjalną 4-dniową wizytą do Wielkiej Brytanii na zaproszenie królowej Elżbiety II. W listopadzie 1976 królowa wraz z księciem Edynburga przyjechała do Luksemburga.
W październiku 1979 wielki książę wraz z małżonką pojechali w podróż dyplomatyczną do Japonii. Uczestniczyli w spotkaniach z premierem Masayoshi Ohirą, cesarzem Hirohito i cesarzową Nagako.
W grudniu 1983 para książęca przyjęła w Luksemburgu Birendrę, króla Nepalu i jego małżonkę, królową Aishwaryę.
W maju 1992 z małżonką udali się z wizytą do Holandii na zaproszenie królowej Beatrycze.
W kwietniu 1996 gościła przedstawicieli norweskiej rodziny królewskiej, króla Haralda V i królową Sonję.
W maju 1997 przyjęła w Luksemburgu Akihito, cesarza Japonii i jego żonę, cesarzową Michiko. Para wielkoksiążęca udała się z rewizytą do Tokio w kwietniu 1999.
W marcu 1999 razem z księciem Janem pojechali do Brukseli, gdzie oficjalnie spotkali się z członkami belgijskiej rodziny królewskiej.

### Po abdykacji
7 listopada 2000 wielki książę Jan abdykował, a nowym wielkim księciem Luksemburga został jego najstarszy syn, książę Henryk.
Józefina Szarlotta wraz z mężem przeprowadziła się do zamku w Fischbach w kantonie Mersch.

### Związki z innymi rodzinami królewskimi
Księżniczka Józefina Szarlotta była blisko spokrewniona ze wszystkimi rodzinami królewskimi i książęcymi panującymi w Europie. Wśród jej ciotecznego rodzeństwa ze strony ojca znajdują się między innymi: księżniczka Maria Pia z Włoch (żona księcia Aleksandra z Jugosławii), Wiktor Emanuel, pretendent do tytułu króla Włoch, książę Neapolu; natomiast ze strony matki książę Jerzy Waldemar z Danii, Harald V, król Norwegii, księżniczka Ragnhilda z Norwegii i księżniczka Astryda z Norwegii.
Była starszą siostrą dwóch kolejnych belgijskich królów, Baldwina I i Alberta II.
Była gościem ceremonii zaślubin: Baldwina I, króla Belgów z Fabiolą de Mora y Aragon (Bruksela, 1960), Jana Karola I, księcia Asturii z księżniczką Zofią z Grecji i Danii (Ateny, 1962), Haralda V, księcia koronnego Norwegii z Sonją Haraldsen (Oslo, 1968), Karola, księcia Walii z lady Dianą Spencer (Londyn, 1981), Andrzeja, księcia Yorku z Sarą Ferguson (Londyn, 1986), księcia Wilhelma z Luksemburga z Sybillą Weiller (Wersal, 1994), Pawła, księcia koronnego Grecji z Marią Chantal Miller (Londyn, 1995), Filipa, księcia Brabancji z Matyldą d’Udekem d’Acoz (Bruksela, 1999) i Wilhelma Aleksandra, księcia Oranii z Maksymą Zorreguietą (Amsterdam, 2002).
Reprezentowała dwór luksemburski w uroczystościach pogrzebowych Elżbiety, królowej Belgów (Laeken, 1965), księcia Feliksa z Luksemburga (Luksemburg, 1970), Szarlotty, wielkiej księżnej Luksemburga (Luksemburg, 1985), Hirohito, cesarza Japonii (Tokio, 1989), Baldwina I, króla Belgów (Laeken, 1993), Marii Józefy, królowej Włoch (Sabaudia, 2001), Elżbiety, królowej-matki Wielkiej Brytanii (Londyn, 2002), Liliany, księżnej Réthy (Laeken, 2002), Klausa, księcia Holandii (Amsterdam, 2002) i Juliany, królowej Holandii (Delft, 2004).
Uczestniczyła w oficjalnych obchodach 80. urodzin Elżbiety, królowej Belgii (Bruksela, 1956), 50. urodzin Karola XVI Gustawa, króla Szwecji (Sztokholm, 1996), 90. urodzin Karola, hrabiego Wisborga (Oslo, 2001) i 100. urodzin Elżbiety, królowej-matki Wielkiej Brytanii (Londyn, 2002).
Była wśród gości zaproszonych na oficjalne obchody 50-lecia panowania królowej Elżbiety II (Londyn, 2002).

### Religia
Wielka księżna została ochrzczona i wychowana w wierze katolickiej.
jako żona katolickiego monarchy mogła korzystać z tak zwanego przywileju bieli, czyli możliwości ubierania się w biały kostium w czasie spotkań z papieżem.
W sierpniu 1978 uczestniczyła w uroczystościach pogrzebowych papieża Pawła VI.
15 maja 1985 książę i księżna przyjęli w Luksemburgu papieża Jana Pawła II, który przyjechał do państwa z oficjalną wizytą.
W 2000 para książęca wzięła udział w prywatnej audiencji w Watykanie u Jana Pawła II.

### Patronaty
- Była prezydentem Młodzieżowej Sekcji Luksemburskiego Czerwonego Krzyża.
- Była honorowym prezydentem Luksemburskiej Orkiestry Filharmonijnej.
- Była prezydentem Luksemburskiego Czerwonego Krzyża.

## Choroba i śmierć
W 2003 roku u wielkiej księżnej rozpoznano raka płuca.
9 stycznia 2005 Pałac Książęcy ogłosił, że stan zdrowia księżnej znacznie się pogorszył.
10 stycznia luksemburski rząd wydał następujące oświadczenie: Jej Królewska Wysokość Wielka Księżna Józefina Szarlotta, księżniczka Belgii, zmarła na zamku w Fischbach w poniedziałek 10 stycznia 2005 o godzinie 5:55 rano w wieku 77 lat. Premier Jean-Claude Juncker ogłosił sześciotygodniową żałobę narodową i udał się do zamku, gdzie złożył pokłon wielkiej księżnej. Termin państwowych uroczystości pogrzebowych wyznaczono na 15 stycznia. W katedrze Notre Dame w Luksemburgu zorganizowano księgę kondolencyjną. Trumnę z ciałem księżnej wystawiono w Pałacu Książęcym.
W dniu pogrzebu żałobę narodową w Norwegii ogłosił król Harald V, cioteczny brat Józefiny-Szarlotty.
W uroczystościach pogrzebowych wielkiej księżnej w Katedrze Notre Dame udział wzięli reprezentanci wielu krajów, między innymi:
- książę Otto, księżna Regina, arcyksiężna Astryda, arcyksiążę Karol Krystian, arcyksiężna Maria Astryda, arcyksiężniczka Maria Krystyna, arcyksiążę Imre, arcyksiążę Krzysztof, arcyksiążę Aleksander, arcyksiężniczka Gabriela
- król Albert II, królowa Paola, królowa Fabiola, książę Filip, księżna Matylda, książę Wawrzyniec, księżna Klara
- książę Kirył, księżna Rosario
- królowa Małgorzata II
- król Konstantyn II, królowa Anna Maria
- królowa Zofia
- książę Henryk
- cesarzowa Farah
- królowa Beatrycze
- książę Akishino, księżna Kiko
- książę Hasan, księżna Sarvath
- książę Mikołaj, księżna Małgorzata, księżniczka Maria-Anuncjata, księżniczka Maria-Astryda, książę Józef-Emanuel, książę Alojzy, księżna Zofia
- wielki książę Jan, wielki książę Henryk, wielka księżna Maria Teresa, książę Jan, książę Wilhelm, księżna Sybilla, dziedziczny wielki książę Wilhelm, książę Feliks, książę Ludwik, księżniczka Aleksandra, książę Sebastian, księżniczka Maria-Gabriela, książę Konstantyn, książę Wacław, książę Karol-Jan,
- książę Mulaj Raszid
- książę Albert
- królowa Sonja, księżniczka Astryda
- król Karol XVI Gustaw, królowa Sylwia
- książę Andrzej.

## Spuścizna
Jej imię noszą niektóre jej potomkinie:
- księżniczka Maria Anuncjata Astryda Józefina Weronika z Liechtensteinu (ur. 1986, jej wnuczka)
- księżniczka Maria Gabriela Cecylia Szarlotta Zofia z Nassau (ur. 1986, jej wnuczka)
- księżniczka Aleksandra Józefina Teresa Szarlotta Maria Wilhelmina z Luksemburga (ur. 1991, jej wnuczka)
- arcyksiężniczka Gabriela Maria Pilar Jolanta Józefina Szarlotta z Austrii (ur. 1994, jej wnuczka).

Jedna ze stacji metra w Brukseli nazwana jest jej imieniem.

## Genealogia

### Przodkowie
|  |                                                            |  |  |  |  |  |  |  |  |  |  |  |  |  |  |  |
|  | Leopold I, król Belgów (1790-1865)                         |  |  |  |  |  |  |  |  |  |  |  |  |  |  |  |
|  |                                                            |  |  |  |  |  |  |  |  |  |  |  |  |  |  |  |
|  |                                                            |  |  |  |  |  |  |  |  |  |  |  |  |  |  |  |
|  | Filip, hrabia Flandrii (1837-1905)                         |  |  |  |  |  |  |  |  |  |  |  |  |  |  |  |
|  |                                                            |  |  |  |  |  |  |  |  |  |  |  |  |  |  |  |
|  |                                                            |  |  |  |  |  |  |  |  |  |  |  |  |  |  |  |
|  | Ludwika, królowa Belgów (1812-1850)                        |  |  |  |  |  |  |  |  |  |  |  |  |  |  |  |
|  |                                                            |  |  |  |  |  |  |  |  |  |  |  |  |  |  |  |
|  |                                                            |  |  |  |  |  |  |  |  |  |  |  |  |  |  |  |
|  | Albert I, król Belgów (1875-1934)                          |  |  |  |  |  |  |  |  |  |  |  |  |  |  |  |
|  |                                                            |  |  |  |  |  |  |  |  |  |  |  |  |  |  |  |
|  |                                                            |  |  |  |  |  |  |  |  |  |  |  |  |  |  |  |
|  | Karol, książę Hohenzollern-Sigmaringen (1811-1885)         |  |  |  |  |  |  |  |  |  |  |  |  |  |  |  |
|  |                                                            |  |  |  |  |  |  |  |  |  |  |  |  |  |  |  |
|  |                                                            |  |  |  |  |  |  |  |  |  |  |  |  |  |  |  |
|  | Maria Luiza, hrabina Flandrii (1845-1912)                  |  |  |  |  |  |  |  |  |  |  |  |  |  |  |  |
|  |                                                            |  |  |  |  |  |  |  |  |  |  |  |  |  |  |  |
|  |                                                            |  |  |  |  |  |  |  |  |  |  |  |  |  |  |  |
|  | Józefina, księżna Hohnezollern-Sigmaringen (1813-1900)     |  |  |  |  |  |  |  |  |  |  |  |  |  |  |  |
|  |                                                            |  |  |  |  |  |  |  |  |  |  |  |  |  |  |  |
|  |                                                            |  |  |  |  |  |  |  |  |  |  |  |  |  |  |  |
|  | Leopold III, król Belgów (1901-1983)                       |  |  |  |  |  |  |  |  |  |  |  |  |  |  |  |
|  |                                                            |  |  |  |  |  |  |  |  |  |  |  |  |  |  |  |
|  |                                                            |  |  |  |  |  |  |  |  |  |  |  |  |  |  |  |
|  | Maksymilian, książę Bawarii (1808-1888)                    |  |  |  |  |  |  |  |  |  |  |  |  |  |  |  |
|  |                                                            |  |  |  |  |  |  |  |  |  |  |  |  |  |  |  |
|  |                                                            |  |  |  |  |  |  |  |  |  |  |  |  |  |  |  |
|  | Karol, książę Bawarii (1839-1909)                          |  |  |  |  |  |  |  |  |  |  |  |  |  |  |  |
|  |                                                            |  |  |  |  |  |  |  |  |  |  |  |  |  |  |  |
|  |                                                            |  |  |  |  |  |  |  |  |  |  |  |  |  |  |  |
|  | Ludwika, księżna Bawarii (1808-1892)                       |  |  |  |  |  |  |  |  |  |  |  |  |  |  |  |
|  |                                                            |  |  |  |  |  |  |  |  |  |  |  |  |  |  |  |
|  |                                                            |  |  |  |  |  |  |  |  |  |  |  |  |  |  |  |
|  | Elżbieta, królowa Belgów (1876-1965)                       |  |  |  |  |  |  |  |  |  |  |  |  |  |  |  |
|  |                                                            |  |  |  |  |  |  |  |  |  |  |  |  |  |  |  |
|  |                                                            |  |  |  |  |  |  |  |  |  |  |  |  |  |  |  |
|  | Michał I, król Portugalii (1802-1866)                      |  |  |  |  |  |  |  |  |  |  |  |  |  |  |  |
|  |                                                            |  |  |  |  |  |  |  |  |  |  |  |  |  |  |  |
|  |                                                            |  |  |  |  |  |  |  |  |  |  |  |  |  |  |  |
|  | Maria Józefa, księżna Bawarii (1857-1943)                  |  |  |  |  |  |  |  |  |  |  |  |  |  |  |  |
|  |                                                            |  |  |  |  |  |  |  |  |  |  |  |  |  |  |  |
|  |                                                            |  |  |  |  |  |  |  |  |  |  |  |  |  |  |  |
|  | Adelajda, królowa Portugalii (1831-1909)                   |  |  |  |  |  |  |  |  |  |  |  |  |  |  |  |
|  |                                                            |  |  |  |  |  |  |  |  |  |  |  |  |  |  |  |
|  |                                                            |  |  |  |  |  |  |  |  |  |  |  |  |  |  |  |
|  | Józefina Szarlotta, wielka księżna Luksemburga (1927-2005) |  |  |  |  |  |  |  |  |  |  |  |  |  |  |  |
|  |                                                            |  |  |  |  |  |  |  |  |  |  |  |  |  |  |  |
|  |                                                            |  |  |  |  |  |  |  |  |  |  |  |  |  |  |  |
|  | Oskar I, król Szwecji i Norwegii (1799-1859)               |  |  |  |  |  |  |  |  |  |  |  |  |  |  |  |
|  |                                                            |  |  |  |  |  |  |  |  |  |  |  |  |  |  |  |
|  |                                                            |  |  |  |  |  |  |  |  |  |  |  |  |  |  |  |
|  | Oskar II, król Szwecji i Norwegii (1829-1907)              |  |  |  |  |  |  |  |  |  |  |  |  |  |  |  |
|  |                                                            |  |  |  |  |  |  |  |  |  |  |  |  |  |  |  |
|  |                                                            |  |  |  |  |  |  |  |  |  |  |  |  |  |  |  |
|  | Józefina, królowa Szwecji i Norwegii (1807-1876)           |  |  |  |  |  |  |  |  |  |  |  |  |  |  |  |
|  |                                                            |  |  |  |  |  |  |  |  |  |  |  |  |  |  |  |
|  |                                                            |  |  |  |  |  |  |  |  |  |  |  |  |  |  |  |
|  | Karol, książę Västergötlandu (1861-1951)                   |  |  |  |  |  |  |  |  |  |  |  |  |  |  |  |
|  |                                                            |  |  |  |  |  |  |  |  |  |  |  |  |  |  |  |
|  |                                                            |  |  |  |  |  |  |  |  |  |  |  |  |  |  |  |
|  | Jerzy-Wilhelm, książę Nassau (1792-1839)                   |  |  |  |  |  |  |  |  |  |  |  |  |  |  |  |
|  |                                                            |  |  |  |  |  |  |  |  |  |  |  |  |  |  |  |
|  |                                                            |  |  |  |  |  |  |  |  |  |  |  |  |  |  |  |
|  | Zofia, królowa Szwecji i Norwegii (1836-1913)              |  |  |  |  |  |  |  |  |  |  |  |  |  |  |  |
|  |                                                            |  |  |  |  |  |  |  |  |  |  |  |  |  |  |  |
|  |                                                            |  |  |  |  |  |  |  |  |  |  |  |  |  |  |  |
|  | Paulina, księżna Nassau (1810-1856)                        |  |  |  |  |  |  |  |  |  |  |  |  |  |  |  |
|  |                                                            |  |  |  |  |  |  |  |  |  |  |  |  |  |  |  |
|  |                                                            |  |  |  |  |  |  |  |  |  |  |  |  |  |  |  |
|  | Astryda, królowa Belgów (1905-1935)                        |  |  |  |  |  |  |  |  |  |  |  |  |  |  |  |
|  |                                                            |  |  |  |  |  |  |  |  |  |  |  |  |  |  |  |
|  |                                                            |  |  |  |  |  |  |  |  |  |  |  |  |  |  |  |
|  | Krystian IX, król Danii (1818-1906)                        |  |  |  |  |  |  |  |  |  |  |  |  |  |  |  |
|  |                                                            |  |  |  |  |  |  |  |  |  |  |  |  |  |  |  |
|  |                                                            |  |  |  |  |  |  |  |  |  |  |  |  |  |  |  |
|  | Fryderyk VIII, król Danii (1843-1912)                      |  |  |  |  |  |  |  |  |  |  |  |  |  |  |  |
|  |                                                            |  |  |  |  |  |  |  |  |  |  |  |  |  |  |  |
|  |                                                            |  |  |  |  |  |  |  |  |  |  |  |  |  |  |  |
|  | Luiza, królowa Danii (1817-1898)                           |  |  |  |  |  |  |  |  |  |  |  |  |  |  |  |
|  |                                                            |  |  |  |  |  |  |  |  |  |  |  |  |  |  |  |
|  |                                                            |  |  |  |  |  |  |  |  |  |  |  |  |  |  |  |
|  | Ingeborga, księżna Västergötlandu (1878-1958)              |  |  |  |  |  |  |  |  |  |  |  |  |  |  |  |
|  |                                                            |  |  |  |  |  |  |  |  |  |  |  |  |  |  |  |
|  |                                                            |  |  |  |  |  |  |  |  |  |  |  |  |  |  |  |
|  | Karol XV, król Szwecji i Norwegii (1826-1872)              |  |  |  |  |  |  |  |  |  |  |  |  |  |  |  |
|  |                                                            |  |  |  |  |  |  |  |  |  |  |  |  |  |  |  |
|  |                                                            |  |  |  |  |  |  |  |  |  |  |  |  |  |  |  |
|  | Luiza, królowa Danii (1851-1926)                           |  |  |  |  |  |  |  |  |  |  |  |  |  |  |  |
|  |                                                            |  |  |  |  |  |  |  |  |  |  |  |  |  |  |  |
|  |                                                            |  |  |  |  |  |  |  |  |  |  |  |  |  |  |  |
|  | Ludwika, królowa Szwecji i Norwegii (1828-1871)            |  |  |  |  |  |  |  |  |  |  |  |  |  |  |  |
|  |                                                            |  |  |  |  |  |  |  |  |  |  |  |  |  |  |  |
|  |                                                            |  |  |  |  |  |  |  |  |  |  |  |  |  |  |  |

### Potomkowie
| Dzieci                                         | Wnuki                                                    | Prawnuki                                          |
| ---------------------------------------------- | -------------------------------------------------------- | ------------------------------------------------- |
| arcyksiężna Maria Astryda z Austrii (ur. 1954) | Maria Krystyna, hrabina Rudolf Limburg-Stirum (ur. 1983) | hrabia Leopold Limburg-Stirum (ur. 2011)          |
| arcyksiężna Maria Astryda z Austrii (ur. 1954) | Maria Krystyna, hrabina Rudolf Limburg-Stirum (ur. 1983) | hrabia Konstantyn Limburg-Stirum (ur. 2013)       |
| arcyksiężna Maria Astryda z Austrii (ur. 1954) | Maria Krystyna, hrabina Rudolf Limburg-Stirum (ur. 1983) | hrabia Gabriel Limburg-Stirum (ur. 2016)          |
| arcyksiężna Maria Astryda z Austrii (ur. 1954) | arcyksiążę Imre z Austrii (ur. 1985)                     | arcyksiężniczka Maria Stella z Austrii (ur. 2013) |
| arcyksiężna Maria Astryda z Austrii (ur. 1954) | arcyksiążę Imre z Austrii (ur. 1985)                     | arcyksiężniczka Magdalena z Austrii (ur. 2016)    |
| arcyksiężna Maria Astryda z Austrii (ur. 1954) | arcyksiążę Imre z Austrii (ur. 1985)                     | arcyksiężniczka Juliana z Austrii (ur. 2018)      |
| arcyksiężna Maria Astryda z Austrii (ur. 1954) | arcyksiążę Krzysztof z Austrii (ur. 1988)                | arcyksiężniczka Katarzyna z Austrii (ur. 2014)    |
| arcyksiężna Maria Astryda z Austrii (ur. 1954) | arcyksiążę Krzysztof z Austrii (ur. 1988)                | arcyksiężniczka Zofia z Austrii (ur. 2017)        |
| arcyksiężna Maria Astryda z Austrii (ur. 1954) | arcyksiążę Aleksander z Austrii (ur. 1990)               |                                                   |
| arcyksiężna Maria Astryda z Austrii (ur. 1954) | arcyksiężniczka Gabriela z Austrii (ur. 1994)            | Wiktoria Burbon-Parmeńska (ur. 2017)              |
| Henryk, wielki książę Luksemburga (ur. 1955)   | Wilhelm, następca tronu Luksemburga (ur. 1981)           |                                                   |
| Henryk, wielki książę Luksemburga (ur. 1955)   | książę Feliks z Luksemburga (ur. 1984)                   | księżniczka Amalia z Nassau (ur. 2014)            |
| Henryk, wielki książę Luksemburga (ur. 1955)   | książę Feliks z Luksemburga (ur. 1984)                   | książę Liam z Nassau (ur. 2016)                   |
| Henryk, wielki książę Luksemburga (ur. 1955)   | książę Ludwik z Luksemburga (ur. 1986)                   | książę Gabriel z Nassau (ur. 2006)                |
| Henryk, wielki książę Luksemburga (ur. 1955)   | książę Ludwik z Luksemburga (ur. 1986)                   | książę Noah z Nassau (ur. 2007)                   |
| Henryk, wielki książę Luksemburga (ur. 1955)   | księżniczka Aleksandra z Luksemburga (ur. 1991)          |                                                   |
| Henryk, wielki książę Luksemburga (ur. 1955)   | książę Sebastian z Luksemburga (ur. 1992)                |                                                   |
| książę Jan z Luksemburga (ur. 1957)            | księżniczka Maria Gabriela z Nassau (ur. 1986)           | Zeno Willms (ur. 2018)                            |
| książę Jan z Luksemburga (ur. 1957)            | książę Konstantyn z Nassau (ur. 1988)                    | Feliks Nassau (ur. 2018)                          |
| książę Jan z Luksemburga (ur. 1957)            | książę Wacław z Nassau (ur. 1990)                        |                                                   |
| książę Jan z Luksemburga (ur. 1957)            | książę Karol Jan z Nassau (ur. 1992)                     |                                                   |
| księżna Małgorzata z Liechtensteinu (ur. 1957) | książę Leopold z Liechtensteinu (ur. 1984, zm. 1984)     |                                                   |
| księżna Małgorzata z Liechtensteinu (ur. 1957) | księżniczka Maria Anuncjata z Liechtensteinu (ur. 1985)  |                                                   |
| księżna Małgorzata z Liechtensteinu (ur. 1957) | księżniczka Maria Astryda z Liechtensteinu (ur. 1987)    |                                                   |
| księżna Małgorzata z Liechtensteinu (ur. 1957) | książę Józef Emanuel z Liechtensteinu (ur. 1989)         |                                                   |
| książę Wilhelm z Luksemburga (ur. 1963)        | książę Paweł Ludwik z Nassau (ur. 1998)                  |                                                   |
| książę Wilhelm z Luksemburga (ur. 1963)        | książę Leopold z Nassau (ur. 2000)                       |                                                   |
| książę Wilhelm z Luksemburga (ur. 1963)        | księżniczka Szarlotta z Nassau (ur. 2000)                |                                                   |
| książę Wilhelm z Luksemburga (ur. 1963)        | książę Jan z Nassau (ur. 2004)                           |                                                   |